# Calibre
Calibreとは自由かつオープンソースの電子書籍ソフトウェアであり、電子書籍を保存や管理を行うことが可能で、多数のフォーマットに対応している。またDRMのかかった電子書籍を他のフォーマットへ変換でき、数種類の主な電子書籍リーダーと同期することができる。

## 歴史
コビッド・ゴイアルはSony PRS-500が発売された2006年10月31日にlibprs500の開発を始めた。主な着想がPRS-500でLinuxを使用できるようにすることだった。ゴイアルはMobileReadフォーラムのサポートを得て、プロプライエタリファイルフォーマットであるLRFをリバースエンジニアリングした。
2008年、calibreに名称変更した。

## 機能
Calibreは全ての商業的に関連のある現行ファイルフォーマットとリーディングデバイスに対応している。ほとんどの電子書籍フォーマットは編集可能で、例としてフォントそのものやフォントサイズを変更したりコンテンツの自動生成テーブルを追加することが出来る。変換や編集は購入した市販品の電子書籍ファイルに施されているDRMを除去した後でしか行えず、Calibre単独では除去はできないが無料配布されているプラグインをインストールすれば機能として追加できる。
またCalibreはユーザーがメタデータフィールドで電子書籍のソートとグループ分けできるようにすることで個人の電子書籍ライブラリを管理するのを助ける。メタデータは多くの異なるソース（ISBNdb.com, Google ブックス, Amazon, LibraryThing）から引き出すことが出来る。自身のライブラリから作者、タイトル、キーワードでの検索も可能だが全文検索にはまだ対応していない。
電子書籍は手動でファイルを追加するか電子書籍リーダーとの同期のいずれかの方法でCalibreのライブラリへのインポートが可能。オンラインコンテントソースも取り込み、変換することで電子書籍にすることができる。この変換はいわゆる「レシピ」と呼ばれるPythonベースのドメイン固有言語で書かれた短いプログラムで行われる。電子書籍はUSBか統合メールサーバーを通して全ての対応リーダーにエクスポートできる。例として電子書籍リーダーであるAmazon Kindleファミリーにパーソナルドキュメントを転送できる。
ライブラリのコンテントはホスティングコンピュータが動いている場合ウェブブラウザを使ってリモートアクセスすることが可能。この場合、コンテントのソースから取り込まれたコンテントをプッシュことは通常の間隔（サブスクリプション）で対応している。もしホスティングコンピュータが常時動いているわけではない場合、ホストされたCalibreのソリューションが助けることが出来る。この場合、ライブラリにアクセス出来ないが、サブスクリプションはスケジュールに基いて電子リーダーにプッシュすることになる。
もしくは対応デバイス（Android + "Caribre Companion"アプリ等）との組み合わせでは、Calibreの無線デバイス接続またはコンテンツサーバー機能を使ってブラウズできる。

## 開発とライセンス
このアプリケーションはPythonとCで書かれており、フリーかつオープンソースソフトウェアとしてGNU General Public License v3で公開されている。
Calibreによる外部コンテントソースの変換は供給されているE-メールとウェブサーバー (HTTP) によるリモートアクセスを使ったRSSフィードリーダープロトコルに対応している。